# Грегорі Малле
Грегорі Малле  (фр. Grégory Mallet; нар. 21 березня 1984, Рюей-Мальмезон) — французький плавець, олімпієць.

## Виступи на Олімпіадах
| Олімпіада   | Дисципліна                      | Місце                 |
| ----------- | ------------------------------- | --------------------- |
| Пекін 2008  | естафета 4 × 100 вільним стилем | 2 (попередні запливи) |
| Лондон 2012 | естафета 4 × 200 вільним стилем | 2                     |